# 情報通信政策局
情報通信政策局（じょうほうつうしんせいさくきょく）は、かつて存在した総務省の内部部局の一つである。

## 沿革
- 2001年（平成13年）1月6日　中央省庁再編に伴い、旧郵政省の通信政策局及び放送行政局を統合し、情報通信政策局を設置。
- 2007年（平成19年）4月1日　技術政策課にイノベーション推進官、衛星放送課に国際放送推進室を設置。
- 2008年（平成20年）7月4日　郵政行政局、情報通信政策局および総合通信基盤局国際部を改組し、情報通信国際戦略局と情報流通行政局を設置。

## 所掌事務
廃止直前の総務省組織令による。
- 情報の電磁的流通（符号、音響、影像その他の情報の電磁的方式による発信、伝送又は受信をいう。以下同じ。）の規律及び振興に関する総合的な政策の企画及び立案並びに推進に関する事務
- 宇宙の研究、開発及び利用に係る情報の電磁的流通及び電波の利用に関する基本的な政策の企画及び立案に関する事務
- 放送（有線放送を含む。以下同じ。）に係る情報の電磁的流通のための有線又は無線の施設の設置及び使用の規律に関する事務（有線ラジオ放送の施設の設置の規律に関するものを除く。）
- 情報の電磁的流通のための有線又は無線の施設の整備の促進に関する事務
- 国際放送その他の本邦と外国との間の情報の電磁的流通の促進に関する事務
- 前各号に掲げるもののほか、情報の電磁的流通の規律及び振興に関する事務（総合通信基盤局の所掌に属するものを除く。）
- 放送業（有線放送業を含む。以下同じ。）の発達、改善及び調整に関する事務
- 日本放送協会に関する事務
- 周波数標準値の設定、標準電波の発射及び標準時の通報に関する事務
- 有線電気通信設備及び無線設備（高周波利用設備を含む。）に関する技術上の規格に関する事務
- 情報の電磁的流通及び電波の利用に関する技術の研究及び開発に関する事務
- 情報通信の高度化に関する事務のうち情報の電磁的流通に係るものに関する事務
- 宇宙の開発に関する大規模な技術開発であって、情報の電磁的流通及び電波の利用に係るものに関する事務
- 条約又は法律（法律に基づく命令を含む。）で定める範囲内において、国際電気通信連合憲章第12条第1項（1）及び第17条第1項（1）に規定する技術に関する研究及び勧告に関して国際電気通信連合と連絡する事務
- 独立行政法人評価委員会情報通信・宇宙開発分科会の庶務に関する事務
- 情報通信審議会の庶務に関する事務
- 情報通信政策研究所の組織及び運営一般に関する事務
- 総合通信局及び沖縄総合通信事務所の組織及び運営一般に関すること
- 独立行政法人情報通信研究機構の組織及び運営一般に関すること
- 独立行政法人宇宙航空研究開発機構の組織及び運営一般に関すること

## 組織
廃止直前の総務省組織規則による。
- 総務課
  - 調査官
- 総合政策課
  - 情報通信経済室
- 技術政策課
  - 研究推進室
  - 企画官
  - 技術企画調整官
  - イノベーション推進官
- 情報通信政策課
  - 情報セキュリティ対策室
  - 新事業支援推進官
- 情報通信作品振興課
- 情報通信利用促進課
- 情報流通振興課
  - 情報流通高度化推進室
- 地域通信振興課
  - 地方情報化推進室
- 通信規格課
  - 企画官
  - 標準化推進官
- 宇宙通信政策課
  - 宇宙通信調査室
  - 衛星開発推進官
- 放送政策課
  - 企画官
- 放送技術課
  - 技術企画官
- 地上放送課
  - 受信対策室
  - 企画官
- 衛星放送課
  - 国際放送推進室
- 地域放送課
  - 企画官
  - 技術企画官

## 歴代局長
| 氏名       | 出身省庁   | 前職                                                                         | 在任期間                                              | 後職                         |
| ---------- | ---------- | ---------------------------------------------------------------------------- | ----------------------------------------------------- | ---------------------------- |
| 鍋倉眞一   | 郵政省     | 郵政省通信政策局長                                                           | 2001年（平成13年）1月6日 - 2001年（平成13年）7月6日   | 総合通信基盤局長             |
| 高原耕三   | 郵政省     | 政策統括官（情報通信担当）                                                   | 2001年（平成13年）7月6日 - 2004年（平成16年）1月6日   | 総務審議官（国際担当）       |
| 武智健二   | 郵政省     | 大臣官房審議官（情報通信政策局担当） 併任 電気通信事業紛争処理委員会事務局長 | 2004年（平成16年）1月6日 - 2004年（平成16年）7月2日   | 自治行政局長                 |
| 堀江正弘   | 行政管理庁 | 内閣官房内閣審議官（内閣官房副長官補付）                                     | 2004年（平成16年）7月2日 - 2005年（平成17年）8月15日  | 総務審議官（行政制度担当）   |
| 竹田義行   | 郵政省     | 総合通信基盤局電波部長                                                       | 2005年（平成17年）8月15日 - 2006年（平成18年）7月21日 |                              |
| 鈴木康雄   | 郵政省     | 郵政行政局長                                                                 | 2006年（平成18年）7月21日 - 2007年（平成19年）7月6日  | 総務審議官（郵政・通信担当） |
| 小笠原倫明 | 郵政省     | 消防庁国民保護・防災部長                                                     | 2007年（平成19年）7月6日 - 2008年（平成20年）7月4日   | 情報通信国際戦略局長         |